# Eric Hanushek

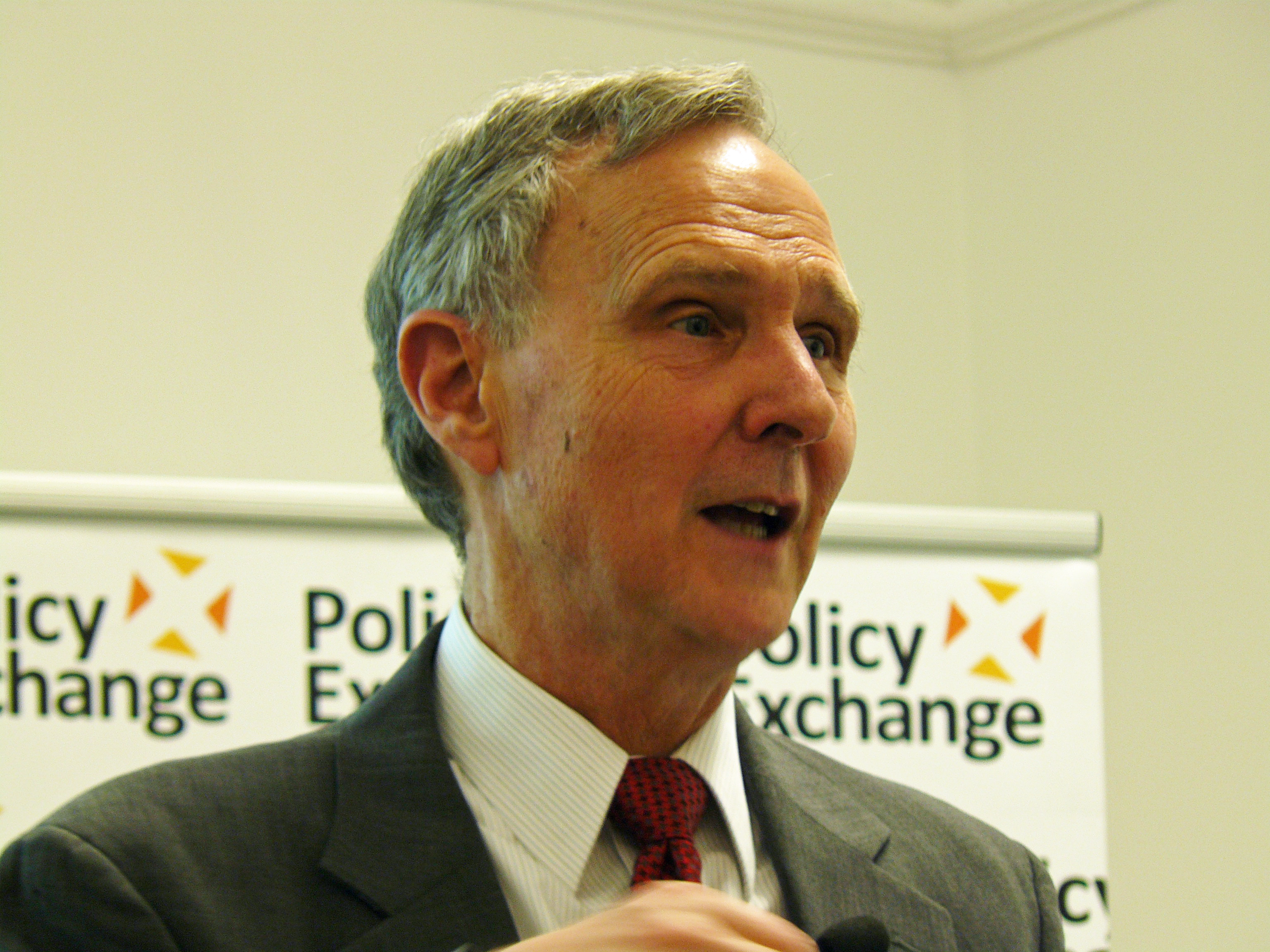
Eric A. Hanushek (2012)

Eric Alan Hanushek, bekannt als Eric A. Hanushek (* 22. Mai 1943 in Lakewood, Ohio), ist ein US-amerikanischer Ökonom. Er ist Experte für Bildungsökonomik und Fellow an der Hoover Institution.

## Leben
Hanushek schloss 1965 seinen B.S. an der United States Air Force Academy mit Auszeichnung ab. Seinen Ph.D. in Wirtschaftswissenschaften erhielt er 1968 vom MIT. Von 1965 bis 1974 diente er in der United States Air Force. Er lehrte unter anderem an der University of Rochester, der Yale University und der U.S. Air Force Academy. Für die Regierung arbeitete er stellvertretender Direktor des Congressional Budget Office, als Berater im Council of Economic Advisers und als Ökonom für das Cost of Living Council. Er war in Regierungskommissionen zur Bildung in Kalifornien und Texas tätig. Er ist Mitglied der National Academy of Education und der International Academy of Education und ist zudem Fellow der Society of Labor Economists und der American Education Research Association.
Hanushek ist im Komitee des Texas Schools Project an der University of Texas at Dallas, Forscher beim National Bureau of Economic Research und Mitglied der Koret Task Force zur K-12. Er ist in der Equity and Excellence Commission des Bildungsministerium der Vereinigten Staaten und war von 2008 bis 2010 Vorstandsvorsitzender des National Board for Education Sciences. Derzeit ist er Koordinator für Bildung im Center for Economic Studies der Ludwig-Maximilians-Universität München.

## Arbeit
Hanushek hat als ein führender Forscher die ökonomische Analyse von Bildung entwickelt. Seine Arbeit zu Effizienz, Ressourcennutzung und ökonomischen Auswirkungen von Schulen hat die US-amerikanische und internationale Bildungspolitik beeinflusst. Zu seinen Forschungsgebieten zählen diverse Themen wie die Auswirkungen von Lehrerqualität, Lernstandserhebungen und Klassengröße auf den Lernfortschritt, und die Rolle kognitiver Fähigkeiten bei Wirtschaftswachstum und Entwicklung. Seine pionierenden Analysen zum Messen der Lehrerqualität auf Basis des Lernfortschritts von Schülern bildet die Grundlage für viele Untersuchungen zur Evaluierung von Lehrern und Schulen.

## Auszeichnungen
- 2021: Yidan Prize for Education Research[1]

## Bücher (jüngere Auswahl)
- The Economics of Schooling and School Quality (Hg.). Edward Elgar Publishing Ltd., 2003, ISBN 9781840648287.
- Institutional Models in Education: Legal Framework and Methodological Aspects for a New Approach to the Problem of School Governance. (Hg. mit Enrico Gori, Daniele Vidoni, Charles Glenn). Wolf Legal Publishers, 2006, ISBN 9058501728.
- Handbook of the Economics of Education, Volume 1 (Hg. mit Finis Welch). North Holland, 2006, ISBN 9780444513991.
- Handbook of the Economics of Education, Volume 2 (Hg. mit Finis Welch). North Holland, 2006, ISBN 9780444528193.
- Courting Failure: How School Finance Lawsuits Exploit Judges’ Good Intentions and Harm Our Children (Hg.). Hoover Institution Press, 2006, ISBN 0817947817.
- Schoolhouses, Courthouses, and Statehouses: Solving the Funding-Achievement Puzzle in America’s Public Schools (mit Alfred A. Lindseth). Princeton University Press, 2009, ISBN 9780691130002.
- Handbook of the Economics of Education, Volume 3 (Hg. mit Stephen Machin und Ludger Wößmann). North Holland, 2010, ISBN 0444534296.